# لوثر برادلي
لوثر برادلي (بالإنجليزية: Luther Bradley)‏ هو لاعب كرة قدم أمريكية أمريكي، ولد في 7 مايو 1955 في فلورنس في الولايات المتحدة.

## وصلات خارجية
- لوثر برادلي على موقع مرجع كرة القدم المحترفة.كوم (الإنجليزية)